# Alpina solymossyi
Alpina solymossyi là một loài bướm đêm trong họ Geometridae.